# Paul Renouard
Pour les articles homonymes, voir Renouard.
Charles Paul Renouard, né à Cour-Cheverny (Loir-et-Cher) le 5 novembre 1845 et mort à Paris le 2 janvier 1924, est un peintre, graveur et illustrateur français.

## Biographie
Né à Cour-Cheverny le 5 novembre 1845, sixième enfant d'un modeste sabotier, Paul Renouard quitte en 1859 sa région natale pour aller gagner sa vie à Paris. Il devient peintre en bâtiments et a l'occasion de venir travailler dans les locaux de l'École des beaux-arts. Il y montre occasionnellement un talent de dessinateur qu'il possède depuis son enfance. Il est remarqué et en 1868, il est admis aux Beaux-Arts où il entre dans l'atelier d'Isidore Pils. Élève aimé de ce dernier, il l’aide dans l'exécution des décorations intérieures de l'opéra Garnier et, en 1875, Pils étant tombé malade, Paul Renouard peint les plafonds du grand escalier d'après les cartons de son maître.
Il peint des danseuses, des portraits de beaucoup des personnalités de son siècle : Pierre Waldeck-Rousseau, Sarah Bernhardt et Victorien Sardou, Ambroise Thomas, Alexandre Dumas fils, Émile Bergerat, Ravachol, Michel-Eugène Chevreul, Louis Ménard, Joseph Meissonnier, Camille Saint-Saëns, le général Boulanger, et tous les membres de l’Institut et de la Chambre des députés, puis Lawrence Alma-Tadema, John Everett Millais, la maréchale Katie Booth, Frederic Leighton, Luke Fildes, les neuf croquis d’Henry Irving dans le rôle de Méphistophélès.
Paul Renouard est surtout un illustrateur prolifique travaillant en noir et blanc pour les grands journaux illustrés. Collaborateur attitré de L'Illustration, du Paris illustré, de la Revue illustrée, du The Graphic, il a été célèbre par ses séries sur la vie anglaise, sur l'opéra Garnier et sur des événements comme l'Exposition universelle de 1900, l'affaire Dreyfus, le procès d'Émile Zola, les affaires Thérèse Humbert et Steinheil, les fêtes du couronnement d'Édouard VII, les obsèques de la reine Victoria, les fêtes et tournoi du 75e anniversaire de l'Indépendance de la Belgique et l'Exposition universelle de 1905 de Liège, les fêtes franco-russe à Compiègne en 1901, la Première Guerre mondiale. 
À Londres, où il a vécu presque autant qu’à Paris et qu’ailleurs, il illustre le Parlement, Drury Lane, la Salvation Army, les prisons, le quartier des docks, les fumeries d’opium de l’East End, le Lyceum Theatre, les Cours de justice, les casernes de horse-guards, le monde des sports, les music-halls, la Royal Academy pour The Graphic. Dans ses Croquis de poche à Londres, il dépeint avec humour les types de la vie journalière anglaise, clubmen enfouis dans les vastes fauteuils de cuir, visiteurs dans les musées, policeman et copistes de la National Gallery, le personnel des gares ferroviaires, les promeneurs de Hyde Park, les dormeurs de Kensington Gardens, les cochers, les conducteurs d’omnibus, le petit monde des écoles de l’Est, la classe des bébés… Il assiste au Jubilé de la reine, à des distributions de prix par le doyen de l’abbaye de Westminster, au remontage de Big Ben, aux Royal Tournaments, aux classes de danse de Katie Lanner, aux séances du Cercle anarchiste de Berners street. Puis, c’est l’Irlande, une suite de pages aux accents sombres : enfants portant la tourbe pour payer l’école, un meeting, une éviction, les approches de la police…
À Rome pendant la Semaine sainte, à Washington pendant le Congrès, il saisit la vie politique d’outre-mer sur le vif dans une collection de portraits et de scènes aussi expressifs que spirituels : le Comité des appropriations, le Comité des voies et moyens, la gauche, la droite, les représentants de la presse au Parlement, le sténographe, les portraits de Mark Carlisle, président de la Chambre des députés, de John James Ingalls (en), président du Sénat…
« Plus qu'un peintre de la vie moderne, il en a été le journaliste supérieurement informé, le reporter intelligent et clairvoyant, qui d'un regard vif et rapide auquel rien ne semble devoir échapper perçoit immédiatement ce qui doit être vu et retenu de pittoresque et de tragique ; car Paul Renouard savait à l'occasion s'élever jusqu'à l'histoire et notait fidèlement d'un crayon ferme, prompt et hardi, avec puissance de vérité qui localise sûrement la scène et le milieu, silhouettait énergiquement les personnages, accusant avec décision et précision les caractères et les types dans les individus. »
Il a marqué son époque et touché ses contemporains tel Vincent van Gogh qui, à travers sa correspondance avec son frère Théo, a témoigné d'une grande admiration pour son travail et son talent.
Membre de la Société nationale des beaux-arts et de la Société des artistes français, Paul Renouard obtient une médaille d'or à l'Exposition universelle de Paris de 1889 et de 1900. Il est nommé chevalier de la Légion d'Honneur en 1893.
Il est professeur à l'École nationale supérieure des arts décoratifs de Paris en 1903.
L'illustrateur Jacques Touchet a été son élève. 
Il meurt à Paris le 2 janvier 1924 et repose dans le petit cimetière de Chambon-sur-Cisse.
Ses œuvres sont conservées à Paris au musée du Louvre et au musée d'Art moderne de Paris (séries sur la vie anglaise), à la bibliothèque-musée de l'Opéra (séries sur la danse et l'Opéra), au musée national de l'Art occidental de Tokyo, à la Bibliothèque royale de Belgique à Bruxelles, au musée des Beaux-Arts de Tours, de Limoges et de Blois.
Hayashi Tadamasa fut un des mécènes de Paul Renouard, et sa collection de près de 200 gravures et dessins fit, à la mort du collectionneur, l’objet d’une donation par ses héritiers au musée de la Maison impériale de Tokyo (actuel musée national de Tokyo).

## Œuvres

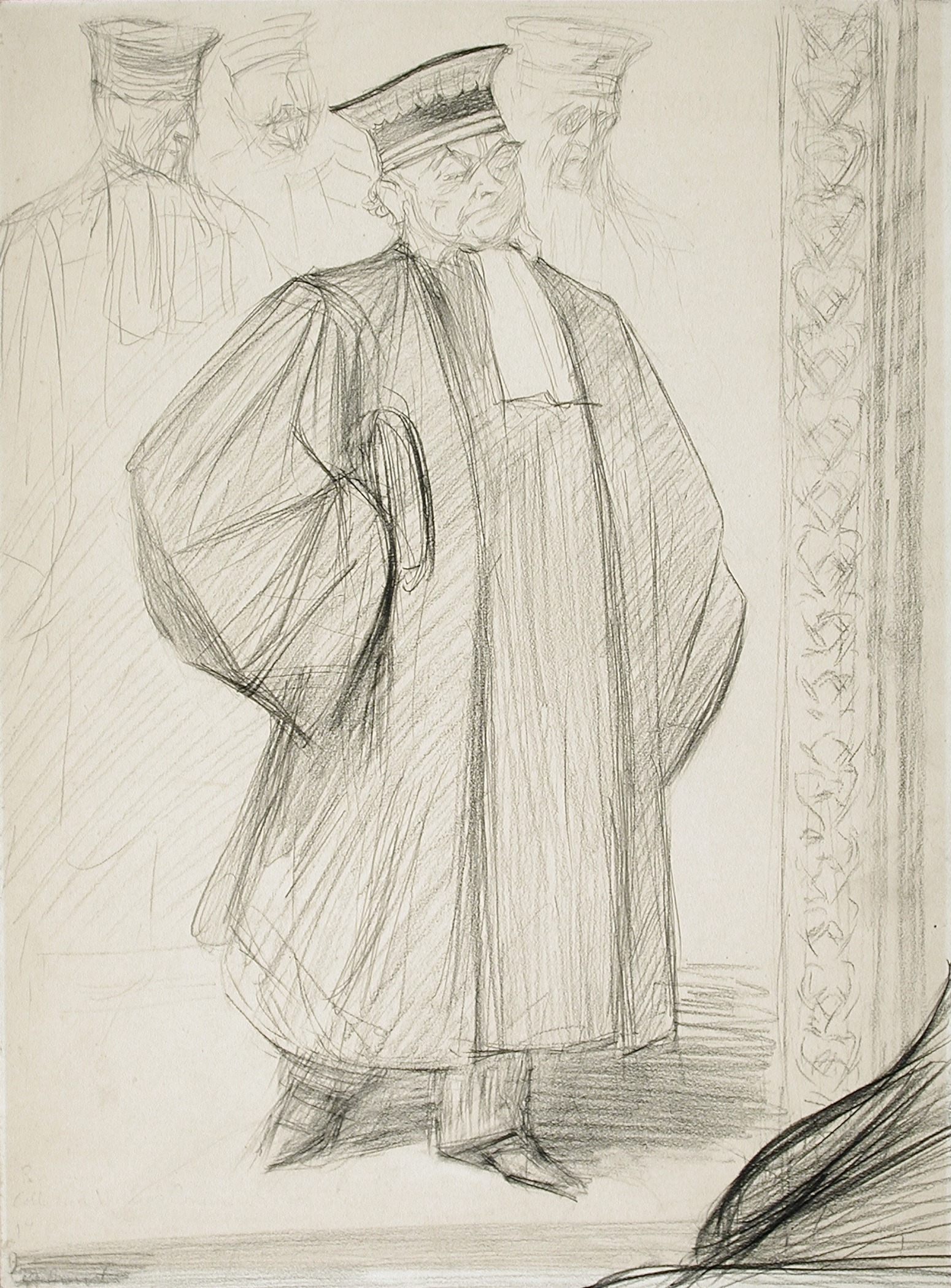
Le Premier président Périvier (1898), crayon, musée d'Art du comté de Los Angeles.

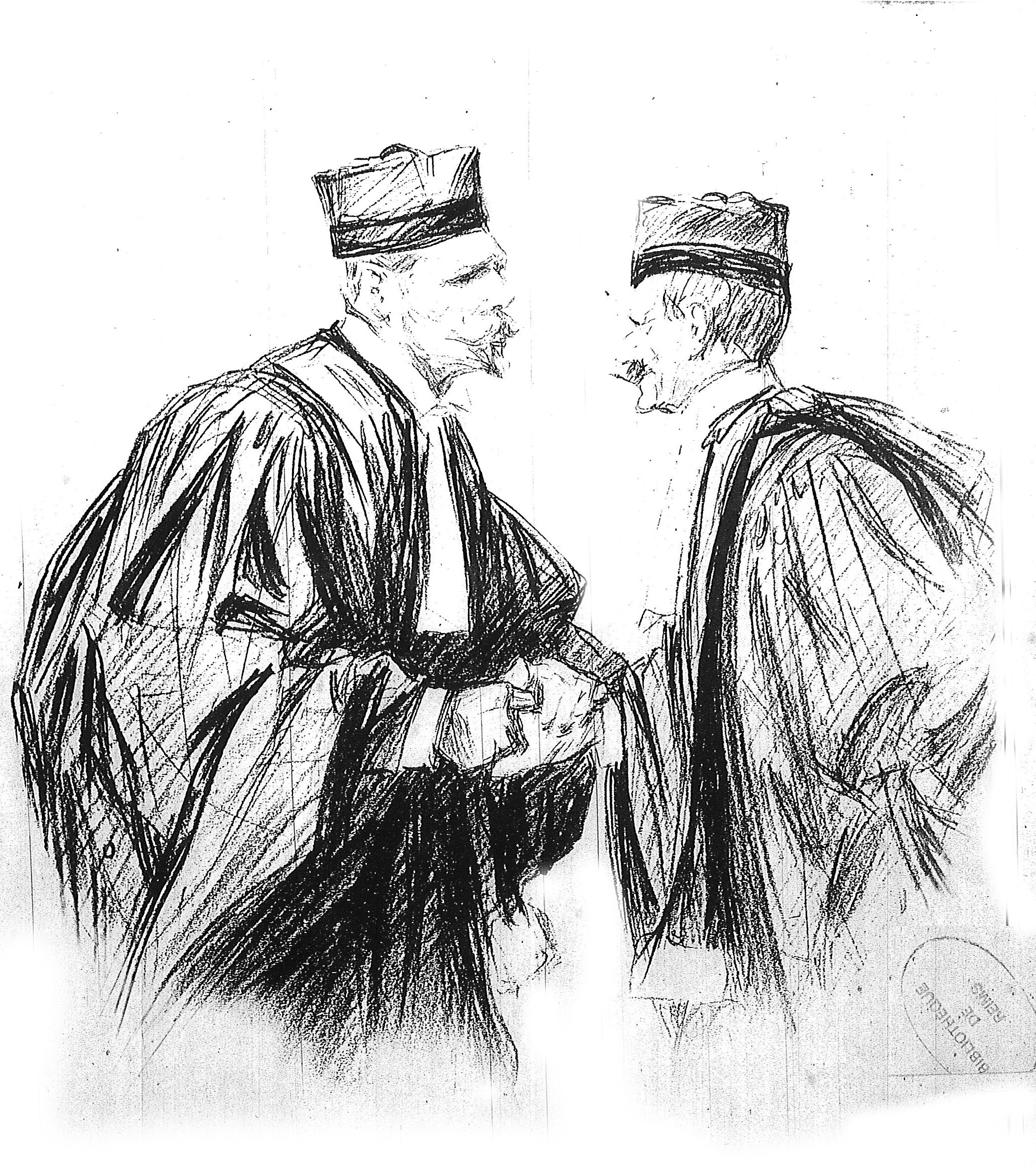
Lors du procès Dreyfus, Fernand Labori et Georges Deligaud, Reims, bibliothèque Carnegie.

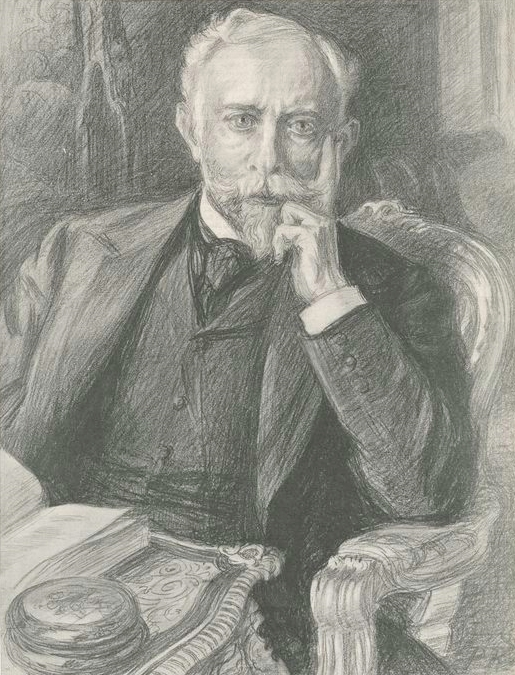
Paul Cambon, New York Public Library.

Paul Renouard a réalisé des milliers de portraits dont :
- Portrait de Renan ;
- Portrait de Cazin ;
- Portrait de Pierre Puvis de Chavannes ;
- Portrait de Chevreul ;
- Portrait d’Ambroise Thomas ;
- Portrait d’Émile Loubet ;
- Portrait de Charolais (joué par le baron Gaston de Trannoy) sous la tente

Il a suivi de nombreux procès dont trois principaux :
- le procès Humbert ;
- le procès de Marguerite Steinheil ;
- les procès Zola, Dreyfus (1894-1899) (75 sujets).

Lors de ses voyages à Londres il réalisa les séries :
- Scènes de la vie Londonienne ;
- L’Armée du salut ;
- Jubilé de la reine d’Angleterre ;
- Séances de la Chambre des députés ;
- L’Académie Royale, une série de portraits d’académiciens britanniques.

Parmi ses sujets de société :
- les pensionnaires du Louvre (Croquis des dames copistes du Musée, édité part l’Art, 1878) ;
- la Semaine sainte à Rome (série de dessins, 1890) intitulée Rome pendant la semaine sainte, dessins (Paris, Boussod et Valadon, 1891, 149 p.) à la suite d'un reportage pour Le Figaro Illustré ;
- 30 eaux fortes sur l’opéra Garnier publiées sous le titre À l’Opéra (album avec préface de Ludovic Halévy) ; Vieil harpiste de l'Opéra, eau-forte, 45 × 32,4 cm, Château-Musée de Nemours[3] ;
- 40 compositions sur les grandes scènes de l’Exposition universelle de 1900 (album) ;
- Mouvements, gestes et expressions, collection de 200 planches dessinées et gravées à la pointe sèche, à l’eau-forte et au burin.

Paul Renouard a également suivi et composé 80 compositions différentes :
- la commémoration des fêtes du 75e anniversaire de l’Indépendance de la Belgique et de l’Exposition universelle de Liège (1905), etc. dans 1830-1905 ;
- des dessins relatifs au scènes de la vie parisienne à l’Exposition universelle de Liège (1905).
- la même année, il a produit des dessins sur le Tournoi de chevalerie de Bruxelles joué en souvenir de celui de 1452 où Charolais s'était illustré devant son père Philippe le Bon, duc de Bourgogne ;

Aux États-Unis où il résida à Washington et étudia la vie des parlementaires :
- croquis du monde politique américain.

Durant la Première Guerre mondiale :
- La Guerre (1914-1918), 30 compositions gravées sur cuivre.

## Récompenses
- Médaille d'or à l'Exposition universelle de Paris de 1889.
- Médaille d'or à l'Exposition universelle de 1900.

## Œuvres dans les collections publiques
Belgique
- Bruxelles, Musées royaux des Beaux-Arts de Belgique.

France
- Blois, musée des Beaux-Arts.
- Limoges, musée de l'Évêché.
- Orléans, musée des Beaux-Arts.
- Paris :
  - bibliothèque-musée de l'Opéra.
  - Département des estampes et de la photographie de la Bibliothèque nationale de France.
  - musée des Arts décoratifs.
  - musée du Louvre.
  - musée national d'Art moderne.
- Tours, musée des Beaux-Arts.

Japon
- Tokyo, musée national de l'Art occidental.

Luxembourg
- Luxembourg, musée d'Art moderne Grand-Duc Jean.

## Élèves
- Marcel Bloch
- Maurice Brianchon
- Maurice Busset
- Albert Chartier
- François Desnoyer
- Jean Dorville
- André Galland
- Jacques Le Chevallier
- Raymond Legueult
- Tony Minartz

## Expositions
- Mai 1894 : dessins et eaux-fortes, présentés par Tadamasa Hayashi, Paris, La Bodinière.
- 1904 : rétrospective, Paris, musée du Luxembourg.
- 1958 : exposition Paul Renouard, 20 juillet au 7 septembre, Cour-Cheverny.
- 1981 : exposition avec son petit-fils François Baron-Renouard au musée Seiji Tōgō, Tokyo.
- 1986 : exposition avec François Baron-Renouard au Crédit mutuel de Bretagne, Brest.
- 2006 : exposition Paul Renouard, Collection Hayashi Tadamasa, du 3 octobre au 26 novembre, musée national de Tokyo.
- 2010 : exposition Paul Renouard, château de Blois.

## Hommages
- 1922 : le musée des Beaux-Arts de Blois inaugure ses salles Renouard.
- 1926 : à l’initiative de l’École de la Loire dont il fut le président, un Monument à Paul Renouard, buste en bronze réalisé par Albert Chartier[4], est inauguré dans le jardin de l'évêché à Blois.